# عبد الله الصقر
عبد الله طلال الصقر لاعب كرة قدم سعودي، يلعب كلاعب وسط يلعب في نادي العيون.

## مسيرة اللاعب
لعب مع نادي النجوم ونادي العمران ونادي العيون.